# Grande sala ipostila
La grande sala ipostila di Karnak, situata nel Complesso templare di Karnak (precinto di Amon-Ra), è un ipostilo risalente all'antico Egitto. L'opera fu iniziata da Hatshepsut, con la cappella nordoccidentale dedicata ad Amon nella terrazza superiore di Deir el-Bahari.

## Descrizione
La sala copre un'area di 5000 metri quadrati. Il soffitto, ora crollato, era sostenuto da 134 colonne disposte su 16 file. Le due file centrali erano più alte delle altre (con una circonferenza di 11 metri ed un'altezza di 26 metri).
La decorazione dell'ala meridionale fu completata da Ramses II. Successivi faraoni aggiunsero inscrizioni alle mura ed alle colonne, nei punti lasciati vuoti dai predecessori. Tra questi vi furono Ramses III, Ramses IV e Ramses VI. Il lato settentrionale della sala è decorato con bassorilievi, ed è principalmente opera di Seti I. Il lato meridionale fu completato da Ramses II con incisioni. All'inizio del suo regno era solito decorare con bassorilievi, salvo poi cambiare lo stile e rimodificare anche quanto fatto in questa sala. Ramses II usurpò anche le decorazioni fatte dal padre lungo i camminamenti principali sulle direttrici nord-sud e est-ovest della sala, dando all'osservatore occasionale l'illusione che sia il responsabile della costruzione dell'intero edificio. Molte delle decorazioni fatte da Seti I sul lato settentrionale furono comunque mantenute.
Le mura esterne mostrano scene di battaglia, fatte da Seti I a nord e da Ramses II a sud. Nonostante questi bassorilievi abbiano avuto funzione religiosa ed ideologica, sono importanti annotazioni sulle guerre condotte da questi re. Su un altro muro collegato a quello meridionale della sala si trova traccia del trattato di pace stretto da Ramses con gli Ittiti, firmato nel 21º anno del regno del faraone.